# Pujada al Port de Salau

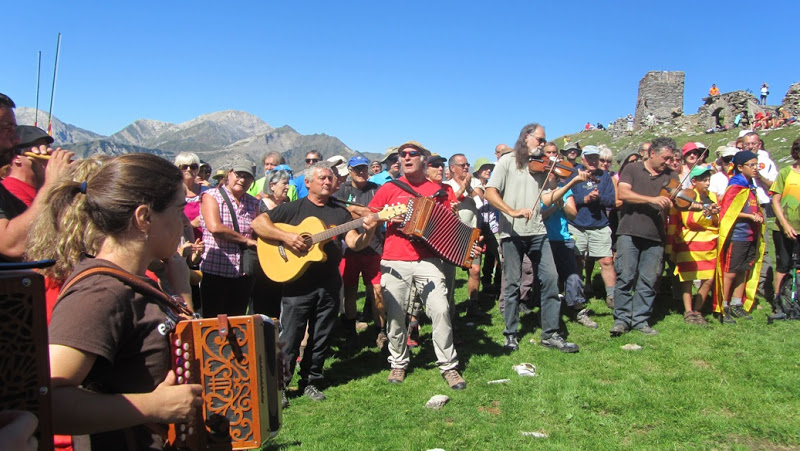
Edició del 2015

La Pujada al Port de Salau (en occità: Pojada/Pujada al Pòrt de Salau) és un esdeveniment festiu que celebra cada any l'amistat occitano-catalana al Port de Salau, indret que uneix el Pallars Sobirà amb l'Occitània ariegesa. La primera pujada es va fer el 1988 a iniciativa del Cercle d'Agermanament Occitano-Català (CAOC).
La Pujada es fa cada primer diumenge d'agost i hi participen els batlles de totes dues comarques reivindicant així una llarga tradició de relacions transfrontereres.
Després d'una llarga caminada per cada banda (dues hores i mitja de camí pels occitans i tres quarts d'hora pels catalans), els actes de germanor consten d'intercanvis de productes típics dels dos vessants (formatge, vins, licors, galetes, xocolata, embotits, etc.), i alhora de danses occitanes i catalanes, amb acordionistes d'ambdós països.
Durant el 25è aniversari de la Pujada, es va posar una placa commemorativa a la tasca duta a terme per l'antic president del CAOC, Enric Garriga i Trullols, mort l'any anterior.
El 2014, la 27a edició de l'intercanvi va comptar amb la participació de la secció pallaresa de l'ANC. L'any 2015, hi participaren Mireia Boya i d'altres membres de l'ANC de la Val d'Aran.